# Kamieniec Ząbkowicki (gmina)
Kamieniec Ząbkowicki est une gmina rurale du powiat de Ząbkowice Śląskie, Basse-Silésie, dans le sud-ouest de la Pologne. Son siège est le village de Kamieniec Ząbkowicki, qui se situe environ 8 km au sud-est de Ząbkowice Śląskie, et 68 km au sud de la capitale régionale Wrocław.
La gmina couvre une superficie de 96,24 km2 pour une population de 8 731 habitants.

## Géographie
La gmina est bordée par les gminy de Bardo, Paczków, Ząbkowice Śląskie, Ziębice et Złoty Stok.
La gmina contient les villages de Byczeń, Chałupki, Doboszowice, Kamieniec Ząbkowicki, Mrokocin, Ożary, Pomianów Górny, Sławęcin, Sosnowa, Śrem, Starczów, Suszka et Topola.